# سیارک ۲۹۵۶۲
سیارک ۲۹۵۶۲ (به انگلیسی: 29562 Danmacdonald، نامگذاری:1998DM14) بیست و نه هزار و پانصد و شصت و دومین سیارک کشف شده‌است که در ۲۲ فوریه ۱۹۹۸ کشف شد.